# Товена (Тревизо)
Товена је насеље у Италији у округу Тревизо, региону Венето.
Према процени из 2011. у насељу је живело 614 становника. Насеље се налази на надморској висини од 247 м.